# Barnes-Gletscher
Der Barnes-Gletscher ist ein Gletscher an der Fallières-Küste des Grahamlands im Norden der Antarktischen Halbinsel. Er fließt in  westlicher Richtung zur Blind Bay.
Das UK Antarctic Place-Names Committee benannte ihn 1958 nach dem kanadischen Physiker Howard Turner Barnes (1873–1950), einem Pionier der Eisforschung.